# Местонахождение
Местонахождение — археологический термин для обозначения объектов с отсутствующим или перераспределённым культурным слоем или для обозначения места скопления археологических находок. В основном местонахождения преобладают среди памятников эпохи палеолита и мезолита. Характерным признаком местонахождения является нарушенный культурный слой, его переотложение, изменение и даже полное отсутствие, вплоть до нахождения только поверхностного материала. В более широком значении термин может использоваться для обозначения любого археологического памятника.
В палеонтологии термин использовался как для обозначения ископаемых находок, найденных на поверхности, так и для названия локализации ископаемых в слоях, нередко и для отдельного слоя. Впоследствии термин, равно как и методология исследования таких объектов, также стал применяться учёными, исследующими палеолит. Употреблялся российскими исследователями с конца XIX века. Термин «открытое местонахождение» был введён археологом К. С. Мережковским во время его работы в Крыму, для отделения памятников, на которых материал собирался на поверхности, от пещерных. 